# Hugo Talavera
Pour les articles homonymes, voir Talavera (homonymie).
Hugo Ricardo Talavera Valdez (né le 31 octobre 1949 à Asuncion au Paraguay) est un joueur de football international paraguayen, qui évoluait au poste de milieu de terrain.

## Biographie

### Carrière en club
Avec le Club Olimpia, il remporte trois titres internationaux lors de l'année 1979 : la Copa Libertadores, la Coupe intercontinentale et enfin la Copa Interamericana.

### Carrière en sélection
Avec l'équipe du Paraguay, il joue 11 matchs (pour 2 buts inscrits) entre 1974 et 1981. 
Il figure dans le groupe des sélectionnés lors des Copa América de 1975 et de 1979. Il remporte la compétition en 1979.

## Palmarès

### Palmarès en club
| Cerro Porteño - Championnat du Paraguay (3) : - Champion : 1972, 1973 et 1974.                                                         |  | Club Olimpia \| - Championnat du Paraguay (7) : - Champion : 1978, 1979, 1980, 1981, 1982, 1983 et 1985. - Copa Libertadores (1) : - Vainqueur : 1979. \| \| - Coupe intercontinentale (1) : - Vainqueur : 1979. - Copa Interamericana (1) : - Vainqueur : 1979. \| |
| - Championnat du Paraguay (7) : - Champion : 1978, 1979, 1980, 1981, 1982, 1983 et 1985. - Copa Libertadores (1) : - Vainqueur : 1979. |  | - Coupe intercontinentale (1) : - Vainqueur : 1979. - Copa Interamericana (1) : - Vainqueur : 1979. |

### Palmarès en sélection
Paraguay
- Copa América (1) :
  - Vainqueur : 1979.